# Pragmática
La pragmática o pragmalingüística es la rama de la lingüística que se interesa por la influencia del contexto en la interpretación del significado. El contexto debe entenderse aquí como el conjunto de aspectos implicados además de los estrictamente lingüísticos: estatus comunicativo, conocimiento previo compartido por los hablantes, relaciones interpersonales, etc. Al tomar en consideración factores situacionales (a diferencia de los estudios lingüísticos formales), la pragmática es también objeto de atención de otras disciplinas como la filosofía del lenguaje, la comunicación y la psicolingüística.

## Introducción
Las oraciones en sí mismas comportan un contenido semántico, pero su significado e interpretación adecuados no dependen solo de ese contenido sino que requieren un contexto lingüístico definido para ser interpretadas. Es un hecho elemental bien conocido que una misma oración puede tener intenciones o interpretaciones diferentes en diferentes contextos (puede ser literal, irónica o metafórica). De hecho, en pragmática se distingue entre enunciado (acto locutivo) y oración (forma gramatical que toma el acto locutivo). Diversos autores han tratado de caracterizar distintos aspectos del conocimiento pragmático para explicar cómo el hablante hace deducciones e inferencias sobre la intencionalidad de las frases y cómo, junto con la descodificación gramatical que construye el contenido semántico literal, interpreta adecuadamente los enunciados.

### Referencia e inferencia
La referencia es un acto realizado por un comunicante que envía un mensaje (ya sea hablado, escrito o mediante otros códigos lingüísticos) para identificar algo. Para este fin utiliza determinadas expresiones. Para cada palabra o para cada sintagma existe un «rango de referencia»; una misma palabra puede referirse a numerosas entidades reales. Incluso podemos referirnos a cosas que no sabemos cómo denominar e inventar un nombre o expresión para ellas. Sin embargo, la inferencia es un acto que realiza el receptor del mensaje (oyente o lector) para interpretar correctamente la referencia. Las palabras en sí no refieren, sino que el que refiere es quien las emplea si las conoce o aprende. El éxito de cualquier acto de comunicación depende en gran medida de la habilidad del oyente/lector de inferir lo que el hablante quiere decir.

### Teorías pragmáticas
El desarrollo histórico de la pragmática ha dado lugar a diversas explicaciones de aspectos parciales del uso del lenguaje complementarias entre sí. Las diversas teorías resultantes se refieren solo a aspectos parciales, por lo que un estudio completo de todos ellos puede requerir el análisis de varios de esos enfoques. Las teorías sobre la comunicación humana más frecuentemente citadas en los manuales de pragmática son:
- La teoría de los actos de habla de Searle, basada en el enfoque anterior de Austin, que explica cómo se producen ciertos malentendidos e identifica algunos supuestos que permiten explicar por qué oraciones con formas gramaticales diferentes tienen aproximadamente el mismo sentido pragmático.
- La teoría de la relevancia de Sperber y Wilson, que a través de un esquema semiformal explica cómo los hablantes hacen deducciones e inferencias a partir de lo que se va diciendo en una conversación o interacción lingüística para así ir creando un contexto lingüístico en el cual interpretar debidamente los siguientes enunciados.
- El principio de cooperación de Grice, que, al estilo de la teoría de juegos, estudia cómo los participantes en una interacción usan ciertos principios tácitos que facilitan la inferencia e interpretación de lo que se dice.
- La teoría de la argumentación de Anscombre y Ducrot, que analiza los elementos lingüísticos asociados al razonamiento informal, observa cómo los argumentos y las conclusiones son introducidos en una discusión y establece lo que es un argumento típico pragmáticamente pertinente, aunque no estrictamente lógico.

## Principio cooperativo de Grice
El principio cooperativo, que se expresa en las máximas de Grice, fue redactado por el filósofo Paul Grice con el propósito de describir las reglas pragmáticas que rigen la conversación en lenguaje natural. Supone que quienes intervienen en un intercambio comunicativo acuerdan hacerlo, y tal acuerdo vale para el comienzo o el final de la conversación.

### Máxima de cantidad
Guarda relación con la cantidad de información que debe darse. Incluye dos submáximas:
1. Haga que su contribución sea todo lo informativa que el intercambio requiera.
2. No haga que su contribución sea más informativa de lo que el intercambio requiera.

### Máxima de cualidad (o calidad)
Se refiere a la verdad de la contribución, que se especifica también en dos submáximas:
1. No diga lo que crea que es falso.
2. No diga nada de lo que no tenga pruebas adecuadas.

### Máxima de relación (o relevancia)
Comprende la máxima que Grice denomina «Vaya usted al grano» («Haga su contribución relevante»).

### Máxima de modalidad (o manera)
La supermáxima es «Sea usted claro» y comprende cuatro submáximas:
1. Evite la oscuridad.
2. Evite la ambigüedad.
3. Sea escueto.
4. Sea ordenado.

No obstante, con frecuencia estas máximas no se cumplen. De hecho, se suelen romper de forma intencionada para transmitir información de forma no literal (mediante la ironía, por respeto, etc.) y para generar inferencias pragmáticas, conocidas como implicaturas conversacionales (mecanismos de interpretación que van más allá de lo manifestado en los enunciados).

## Teoría de la relevancia de Sperber y Wilson
Las implicaturas, o informaciones implícitas, son los significados adicionales al significado literal, o explícito, que el receptor de un mensaje infiere. Se obtienen a partir del reconocimiento de la intención del hablante, teniendo en cuenta: el significado literal del enunciado, el conocimiento que comparten hablante y oyente, el contexto situacional y la intención del hablante.
Se distinguen las implicaturas convencionales -aquellas desencadenadas por elementos léxicos, como "pero" o "incluso"- de las conversacionales, que se producen por inferencias pragmáticas. Estas últimas se dividen en generalizadas y particularizadas según su dependencia contextual sea mayor o menor.
Esta información implícita se caracteriza por lo siguiente:
- se trata de una información intencional, esto es, el emisor tiene la intención de transmitir esa información;
- se trata, también, de una información no semántica, sino inferida y contextual, deducida conjuntamente del contexto y de las palabras;
- mentalmente, es una información que se forma secundariamente tras rechazar como único el significado literal del mensaje.
- no se trata de una concreción del significado literal.
- no es una información que corrija o niegue la información explícita: simplemente se añade a ella.

No se debe confundir el sentido o significado no literal con el sentido o significado implícito. El sentido no literal supone modificar el significado de las palabras emitidas, esto es, asumir que ese significado no es la información explícita que se quiere transmitir; el sentido implícito es un añadido, relevante, a un significado literal que se mantiene.  
Por otro lado, Dan Sperber y Deirdre Wilson rebaten los principios de Grice y demuestran que somos cooperativos porque tenemos algo que ganar: conocimiento del mundo. En tal sentido, aprendemos de aquello que nos resulta relevante: generalmente, aquella información que se pueda incorporar con un mínimo costo de procesamiento y que brinde un máximo beneficio. Así lo relevante puede ser el significado literal del texto como sus implicaturas.
Además está la propuesta de Ducrot sobre la implicatura. Que no solo interpreta el habla como un intercambio de significados, sino como un suceso intersubjetivo en el que intervienen distintos tipos de relaciones interhumanas como las relaciones de poder.
Ducrot hace una clasificación lógica de las presuposiciones o lo implícito en:
El implícito del enunciado: cuando para descifrar los significados implícitos de un enunciado no se requiere de su contextualización. Este implícito responde a la pregunta de "¿por lo tanto?" y se infiere mediante procesos lógicos de los enunciados explícitos. Dentro de ellos están todos los presupuestos de existencia.
Ejemplo: "Choqué mi carro rojo" implica que tenía un carro y que era rojo.
El implícito basado en la enunciación: son los implícitos que se pueden entender dentro de un contexto. Suelen darnos información sobre lo que el autor tiene por bueno, bello, justo o verdadero; por aquello que le interesa y sobre lo cual habla, el interés del oyente por prestar atención a aquello, y sobre todo las relaciones de poder establecidas entre hablante y oyente. A este tipo de presuposición se le llama sobrentendido.
Ejemplo: "¡Te ordeno que cierres la puerta!" implica que el emisor tiene una posición jerárquica superior a la del oyente.

## Teoría de los actos de habla de Austin y Searle
El filósofo inglés J. L. Austin elaboró en los años sesenta una teoría que se conoce como Teoría de los actos de habla; en ella propuso que hablar no es solamente "informar" sino también "realizar" algo. La propuesta fue conocida a través de su libro (publicado por primera vez en 1962) How to do things with words. Su postura iba en contra de las aproximaciones más tradicionales que veían al lenguaje en función de la mera transmisión de información. Se centró en el estudio de los verbos que denominó "performativos" (o realizativos) como prometer, demandar, jurar, acusar, etc. De forma similar, Émile Benveniste defiende que estos verbos performativos dependen en gran medida de la subjetividad del discurso, lo cual ilustra de la siguiente forma en su libro Problèmes de linguistique générale (1958): 
Lo juro es una forma de valor singular […]. Esta afirmación es un logro […]. La declaración que juro es el acto mismo que me vincula, no la descripción del acto que realizo. Al decir prometo y garantizo, […] el enunciado se identifica con el acto mismo. Pero esta condición no se da en el sentido del verbo; es la “subjetividad” del discurso lo que lo hace posible. Veremos la diferencia reemplazando lo juro por él jura. Mientras que yo juro es un compromiso, el jura es sólo una descripción […]. Vemos aquí, en las condiciones propias de estas expresiones, que un mismo verbo, según sea asumido por un "sujeto" o colocado fuera de la "persona", adquiere un valor diferente. Esto es consecuencia de que la instancia del discurso que contiene el verbo realiza el acto al mismo tiempo que establece el sujeto. Así, el acto se cumple por la instancia de enunciación de su “nombre” (que es “jurar”), al mismo tiempo que el sujeto se plantea por la instancia de enunciación de su indicador (que es “yo”). 
Para Austin, el acto de habla tiene tres niveles, o se realiza a través de tres actos conjuntos: el acto locutivo, que consiste meramente en enunciar la frase en cuestión; el acto o fuerza ilocutiva, que consiste en llevar a cabo algo a través de las palabras (prometer, amenazar, jurar, declarar); y el acto o efecto perlocutivo, que consiste en provocar un cambio en el estado de cosas o una reacción en el interlocutor.
Muchos investigadores han continuado trabajando con la teoría de actos de habla. El más destacado ha sido un discípulo de Austin, John Searle, quien critica el nivel perlocutivo de los actos de habla, en tanto no es posible predecir los efectos que ocurrirán luego de su producción. Searle considera al acto de habla como la realización de tres actos simultáneos: el acto locutivo -emisión de ciertas palabras-, el acto de predicación -recupera de este modo la importancia del contenido proposicional de los enunciados- y el contenido ilocutivo.

## Teoría de la cortesía oimagen públicade Lakoff
De la misma manera que la interacción social se rige por normas de convivencia sociales, también el lenguaje incorpora normas que regulan tal interacción. El estudio de estas normas pertenece a la llamada “teoría de la cortesía”. El propio Grice expuso que además de las cuatro máximas del principio de cooperación (de cantidad, de cualidad, de manera y de relevancia) deberían darse otras condicionantes como el hecho de ser cortés en la comunicación. La propia Robin Lakoff definió la cortesía como un instrumento para suavizar los roces en la interacción social. Es la noción de “imagen social" (negativa o positiva) la que articula dicha teoría. Esto es, es la imagen pública o el prestigio que un individuo desea proyectar y conservar. Puede tomar dos formas: una imagen positiva, que representa el deseo de un individuo de parecer digno de aprobación, y una imagen negativa, que representa el deseo de un individuo de ser autónomo, de no caer bajo el control de otros.
En la conversación, es de interés mutuo mantener la “imagen” de uno y de su interlocutor. Las estrategias de cortesía derivan de esta necesidad de salvar o guardar la cara, ya que es vulnerable.
Muchas interacciones conversacionales son amenazas a la imagen pública.
- los mandatos, pedidos, sugerencias, consejos, etc., son amenazas a la “cara negativa” (de autonomía);
- las expresiones de desaprobación, desacuerdos, acusaciones, interrupciones, etc., son amenazas a la “cara positiva” (del sentido de valor);
- las confesiones y disculpas son amenazas a la “cara positiva” de la persona que las hace.

Por eso, el emisor tratará de suavizar la potencial amenaza, y para ello es necesaria la cortesía.

## Teoría de Charles William Morris
Charles William Morris crea una teoría que parte de la afirmación siguiente: el hombre es un animal simbólico; el autor considera que la pragmática es una de las tres dimensiones que conforma la semiosis, todo lo que funciona como signo; para que esto suceda es necesario cumplir con tres factores: lo que actúa como signo, es decir el vehículo, aquello a lo que el signo hace referencia, designado interpretante y finalmente a quién va dirigido el mensaje, es decir el intérprete. Esta teoría es conocida como la tricotomía de Morris.
A partir de este análisis podemos esbozar una primera definición de pragmática, realizada por Morris, que establece que: la pragmática estudia las relaciones de los signos con los intérpretes, esto es la dimensión pragmática de la semiosis. 
Las lenguas eran entendidas como sistemas sociales de signos que relacionan o conectan las respuestas de los miembros de una comunidad entre ellos y su ambiente. Las reglas pragmáticas son la explicación de las costumbres de comportamiento garantizadas por las respuestas de la comunidad aprende a formular cuando se usan reiteradamente determinados signos. La costumbre del intérprete de utilizar ciertos signos en determinadas circunstancias se convierte así en el correlato pragmático de las reglas semánticas que especifican las condiciones de denotabilidad del signo. 
La parte de la semiótica que se ocupa del origen, del uso y de los  efectos de los signos sobre el comportamiento; la semántica se ocupa de la significación de los signos sin tener en cuenta sus  significaciones específicas ni sus relaciones con el comportamiento relativo. 
La pragmática, la semántica y la sintaxis, así entendidas, pueden interpretarse en el ámbito de una semiótica comportamentística, en la que la sintaxis estudia las combinaciones posibles entre signos, la semántica las significaciones de los signos y con ello el comportamiento del interpretante; la pragmática estudia el origen, el uso y los efectos de los signos en el comportamiento  global de los mismos intérpretes. La diferencia no estriba en la mayor o menor presencia del comportamiento sino en el ámbito parcial del comportamiento reiteradamente considerado. El estudio integral de los signos contiene las tres valoraciones. Es legítimo y a menudo adecuado atribuir una investigación semiótica individual a la pragmática, a la semántica y a la sintaxis. 
No obstante, en general es más importante tener en cuenta el ámbito global de la semiótica y, en caso de producirse problemas particulares, considerar todo aquello que puede ser fundamental para su solución. La presente investigación ha señalado  con mayor relieve, conscientemente, la unidad de la semiótica  frente a la posibilidad de fraccionar un determinado problema en cada uno de sus componentes pragmáticos, semánticos y sintácticos (Morris 1946-1973, págs. 325-326).

## Presuposiciones
Las presuposiciones son aquello que se da por sentado o supuesto. En Pragmática hay varias definiciones, según:
- George Lakoff son supuestos o creencias del hablante sobre el contexto del habla.
- Edward Keenan es el conjunto de condiciones que han de satisfacerse para que el acto de habla propuesto sea apropiado a las circunstancias, es decir, para que sea feliz.
- Charles J. Fillmore son aquellas condiciones que deben satisfacerse para que un acto ilocutivo concreto sea ejecutado efectivamente al pronunciar las oraciones concretas.
- Ray Jackendoff es aquella que implica compartir una información de fondo.
- Peter Strawson, son un tipo de inferencia pragmática bajo las siguientes condiciones:

A presupone la afirmación B si y solamente si B es una precondición de la certeza o falsedad de A (Levinson 1984:172).
El símbolo >> se emplea para expresar la relación de presuposición. De tal forma que «a >> b», significa «a presupone b».

### Presuposiciones existenciales
Se infieren de expresiones posesivas o determinativas ya que en cualquiera de ellas se asume la existencia de lo expresado por el emisor. Por ejemplo:
1a. Nuestra bicicleta.
1b. Nosotros tenemos una bicicleta.
1c. a. >> b.
2a. El niño está jugando.
2b. Existe un niño.
2c. a >> b

## Teoría de la argumentación de Anscombre y Ducrot
A diferencia del resto de temas estudiados por la tradición pragmática anglosajona, que se centra en la adecuación de los enunciados a la situación externa, el trabajo de Anscombre y Ducrot apunta más al contexto lingüístico y a la estructura interna del discurso; en particular, a las relaciones implicacionales o encadenamientos de la argumentación discursiva.
En concreto, estos dos autores pretenden demostrar que el encadenamiento depende más de la estructura lingüística de los enunciados y de los elementos que los introducen o marcan, que de su contenido semántico o su estructura lógica estricta.
Comúnmente, se entiende por argumentación tanto el conjunto de estrategias dirigidas a organizar adecuadamente un discurso persuasivo, como la estructura lógica del razonamiento subyacente. Ducrot y Anscombre consideran que argumentar es, básicamente, dar razones a favor de una conclusión:

Un emisor hace una argumentación cuando presenta un enunciado (o un conjunto de enunciados) E1 [argumentos] para hacer admitir otro enunciado (o conjunto de enunciados) E2 [conclusión]

Puede decirse, por tanto, que una argumentación es un cierto tipo de relación discursiva que enlaza uno o varios argumentos con una conclusión. 
Se tendrá en cuenta que no debe entenderse aquí  argumentar como 'demostrar formalmente la validez de una conclusión, o la veracidad de una aserción', ya que la mayoría de las argumentaciones convincentes no son estrictamente lógicas y se basan en otros factores psicológicos, así como de estructura interna de los enunciados, que ejercen un efecto persuasivo sobre el oyente y no tienen que ver con la lógica. La expresión clave, opuesta a la concepción estrictamente lógica, es hacer admitir: se trata de presentar algo como si fuera una buena razón para llegar a una conclusión determinada; pero no se afirma que lo sea realmente.

## Deixis
Términos como aquí, allá, este, aquel, ahora, después, ayer dependen del contexto físico del hablante, es decir, son términos deícticos. Se habla de deixis temporal, de lugar o de persona, según a lo que se esté haciendo referencia.
Otro concepto que se relaciona con el de deixis es el de referencia entendido como un acto por el que un hablante o escritor utiliza el lenguaje para hacer que un oyente o lector pueda identificar una entidad.
La inferencia es cualquier información adicional utilizada por el oyente para conectar lo que se ha dicho con lo que se quiere decir. 
Finalmente, lo que un hablante presupone como correcto y conocido por el oyente es lo que llamamos presuposición.

## Análisis pragmático
En el análisis pragmático se analizan diferentes variables relevantes para la comprensión de un enunciado o para explicar la elección de determinadas formas de realizar el enunciado en función de los factores contextuales. Entre las variables relevantes están:
- La situación: En esta parte se analiza el lugar y el tiempo donde ocurre el discurso.
- El contexto sociocultural.
- Las personas presentes y el tipo de relación.
- La información presuntamente compartida, concreta.
- El emisor.
- Destinatario.
- Enunciado y el tono de mensaje.